# Avenay-Val-d'Or

Avenay-Val-d'Or este o comună în departamentul Marne, Franța. În 2009 avea o populație de 920 de locuitori.